# ساتوشي مياجي
ساتوشي مياجي (باليابانية: 宮城聰؛ بالكانا: みやぎ さとし) هو رائد ومخرج ياباني، ولد في 9 فبراير 1959 في طوكيو في اليابان.

## وصلات خارجية
- الموقع الرسمي